# بيدرو فان رامسدونك
بيدرو فان رامسدونك (بالهولندية: Pedro van Raamsdonk)‏ (مواليد 2 أكتوبر 1960) هو ملاكم هولندي، مثّل بلاده في الألعاب الأولمبية الصيفية 1984.

## روابط خارجية
بيدرو فان رامسدونك على موقع بوكس ريك (الإنجليزية) (registration required)
- بيدرو فان رامسدونك على موقع أوليمبيديا (الإنجليزية)